# L'Art de la guerre (Sun Bin)
 (novembre 2023).
Si vous disposez d'ouvrages ou d'articles de référence ou si vous connaissez des sites web de qualité traitant du thème abordé ici, merci de compléter l'article en donnant les références utiles à sa vérifiabilité et en les liant à la section « Notes et références ».
En pratique : Quelles sources sont attendues ? Comment ajouter mes sources ?
 (novembre 2023).
Pour l’article homonyme, voir L'Art de la guerre (homonymie).

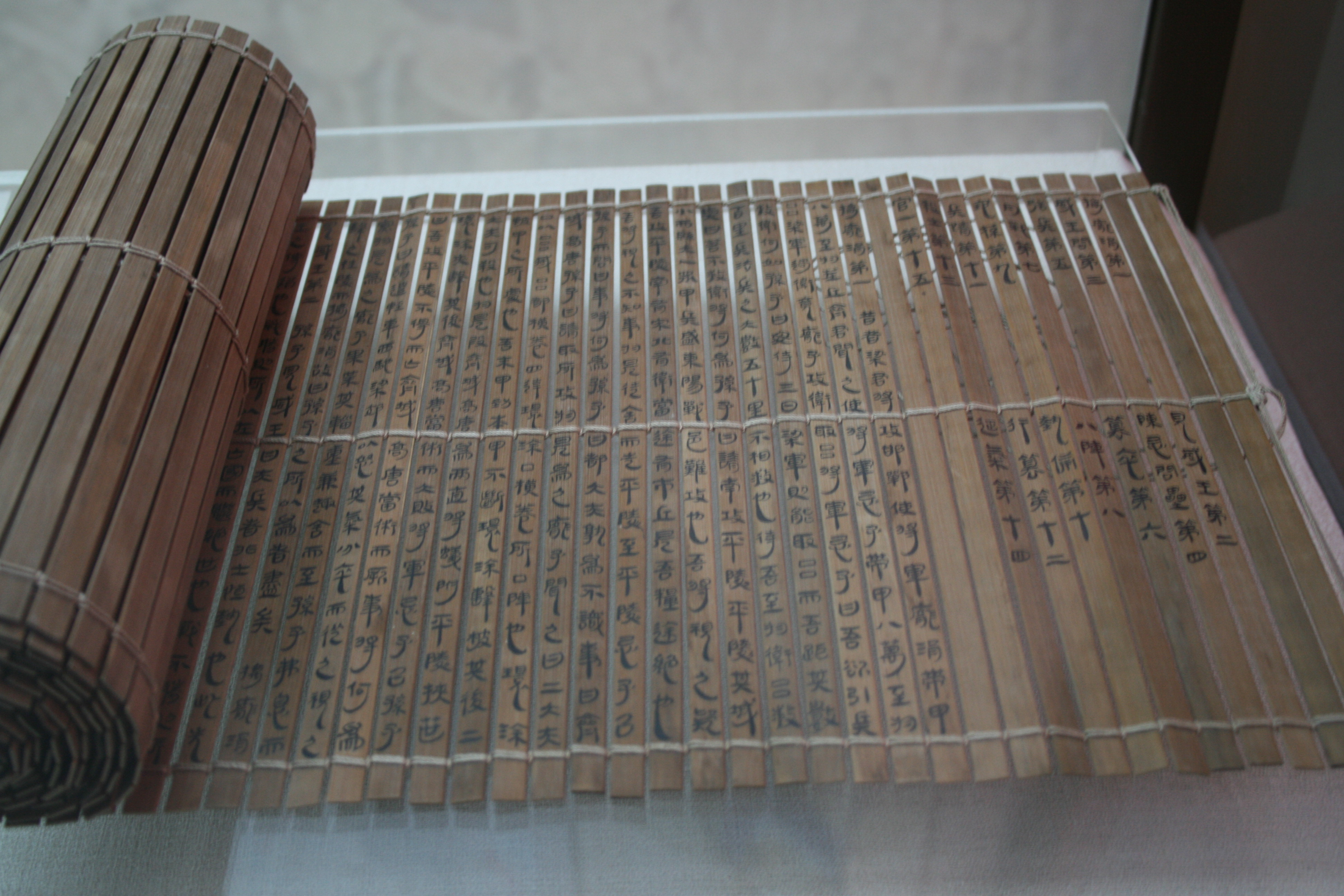
Copie du traité de Sun Bin datant de la dynastie Han.

L'Art de la guerre est un traité de stratégie militaire attribué à Sun Bin au IVe siècle av. J.-C. Peut-être trop marqué par le contexte militaire spécifique de son époque, le traité n'a pas reçu le même succès que celui de son ancêtre Sun Tzu ; longtemps considéré comme perdu, au point de faire douter de son existence comme de celle de son auteur, confondu avec son aïeul, le traité a été partiellement redécouvert dans les années 1970.
Ce traité a été rédigé durant la période des Royaumes combattants, époque de guerres incessantes où régnait en Chine une grande instabilité politique. Dans ce contexte, Sun Bin est conseiller militaire pour l'État Qi, et le mène à la victoire dans les batailles de Guiling et de Maling.
Le Livre des Han en fait mention, et certains textes indiquent une structure en 89 chapitres et quatre volumes d'illustrations ; malheureusement, l'ouvrage original a été perdu à la fin de la dynastie des Han orientaux, et à sa redécouverte en 1972, seuls 16 chapitres ont pu être identifiés.

## Contenu

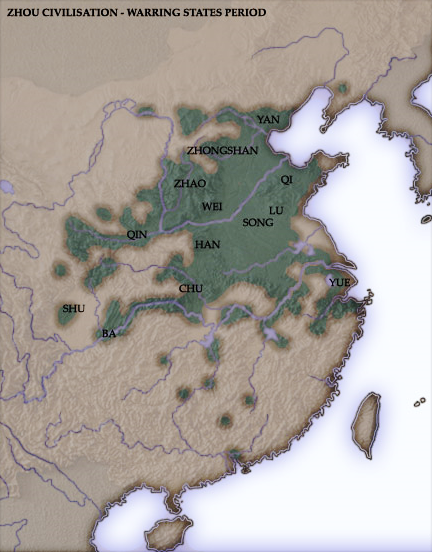
Les différents états de la période.

Ce traité contient certaines différences majeures par rapport à celui de Sun Tzu. On notera par exemple un recours différent à la ruse. Si Sun Tzu l'érigeait en art, Sun Bin estime que « Chercher à nuire à l’ennemi en ne comptant que sur les pièges et la ruse peut entraîner la défaite. » (chapitre 26). De même, si Sun Tzu déconseille les guerres de siège, Sun Bin donne différentes méthodes pour prendre une ville.

### Chapitre 1: la capture de Pang Juan
Ce chapitre décrit les quatre tactiques utilisées à la bataille de Guiling, où Sun Bin était conseiller militaire de l'état Qi contre l'état Wei :
- Au début, une marche vers le sud pour éviter une bataille avec Pang Juan, général des armées de Wei ;
- Lancement d'une fausse attaque, et feindre la défaite et la retraite à Pingling, renforçant de ce fait la détermination de Pang Juan à attaquer Hadan ;
- Marche sur Kaifeng, capitale de l'état Wei, pour obliger Pang Juan à se détourner pour la secourir ;
- Embuscade à Guiling, pour détruire l'ennemi en une fois.

### Chapitre 2: la rencontre avec le roi Wei
Ce chapitre relate une discussion entre Sun Bin et le roi Wei de Qi. Sun Bin expose ses principes, affirmant que pour commencer une guerre, on doit avoir des réserves, une cause juste et une bonne préparation. Sun Bin estime que l'unification résultant de la guerre est un bon moyen pour soumettre les seigneurs féodaux ; et que les bellicistes comme ceux qui ne cherchent qu'à s'enrichir par la guerre, ne peuvent que perdre.

### Chapitre 4: Question de Tian Ji sur la défense
Durant la bataille de Maling, Sun Bin et Tian Ji discutent de la meilleure façon de défendre une position durant une campagne. La discussion souligne l'importance du terrain, des armes et des types de soldats dans cette question.

### Chapitre 5: Choisir ses soldats
Sun Bin expose ses principes de base pour la levée d'une armée et son entraînement, et sur les facteurs dépendant du commandement pouvant entraîner la victoire ou la défaite. Il énumère ainsi cinq points qui, chez le chef d'une armée, amènent toujours à la victoire :
1. Le chef qui a gagné la confiance de son souverain et qui dispose de la liberté d'action, vaincra.
2. Celui qui connaît l'art de la guerre vaincra.
3. Celui qui est soutenu sans faille par ses soldats vaincra.
4. Celui dont les subordonnés travaillent ensemble en harmonie vaincra.
5. Celui qui sait analyser et tirer parti de la configuration du terrain, vaincra.

De même, il énumère cinq points qui mènent à la défaite :
1. Celui dont le commandement est contraint par le souverain perdra.
2. Celui qui ne connaît pas l'art de la guerre perdra.
3. Celui qui n'a pas le soutien de ses soldats, perdra.
4. Celui dont les subordonnés ne travaillent pas en harmonie, perdra.
5. Celui qui ne sait pas faire usage des espions, perdra.

### Chapitre 7: Formations
Cette partie expose les méthodes du commandement, et les principes des formations tactiques.
Y est souligné le fait qu'un commandant doit bien connaître la météorologie ainsi que la géographie, avoir le soutien de sa population, connaître et comprendre la situation dans laquelle se trouve l'ennemi. Dans la bataille, il doit maîtriser les fondamentaux des "huit formations". Si la victoire est sûre, combattre ; si elle est improbable, s'abstenir.
Sun Bin souligne à de nombreuses reprises l'efficacité d'une division de l'armée en trois groupes, chacun doté d'une réserve suffisante. Dans chaque groupe, les meilleurs soldats forment l'avant-garde.
Dans l'armée ainsi divisée, un groupe effectue l'attaque tandis que les deux autres se consacrent à la défense. 
Une armée doit, selon lui, prendre l'avantage du terrain, pour pouvoir attaquer l'ennemi en position de faiblesse. Ainsi, "Quand le terrain est plat, il faut envoyer des chars; s'il est difficile, plus de cavalerie ; et s'il est peu large et fermé, il faut envoyer des archers."

### Chapitre 14: l'organisation interne
Ce chapitre présente des ressemblances avec les règles en vigueur dans les périodes plus tardives. Il se compose de trois parties :
- Règles pour l'organisation et le commandement de l'armée, prenant en compte les réalités de la bataille ;
- Règles pour les opérations militaires dans différentes conditions, différentes situations tactiques, différents terrains, différents climats. Souligne la nécessité d'un commandement flexible, et de décisions toujours prises en fonction de la situation.
- Règles sur les marches, campements, patrouilles, sentinelles, préparations et logistique.

## Sources
- C.C. Low & Associates (1997) Two Military Sages: Sun Zi and Sun Bin. Singapore: Canfonian Pte Ltd.